# Richard Krautheimer
Richard Krautheimer, född 6 juli 1897 i Fürth, död 1 november 1994 i Rom, var en tysk konsthistoriker.